# Metzi Chlodulf
Metzi Chlodulf vagy Szent Chlodulf (605/610 k. – 696 vagy 697. május 8.) (egyéb ismert névváltozatok a Clodulphe és a Clodould) befolyásos frank nemes, 657 és 697 között a Metzi egyházmegye püspöke.

## Élete
Chlodulf 610-ben született, apja Szent Arnulf metzi püspök, anyja feltehetően Doda.
657-ben Metz püspökévé választották. A metzi püspökök listája szerint a 32. püspök volt és ezt a pozíciót 40 évig és 20 napig töltötte be. Püspöksége alatt gazdagon díszítette a Szent István-katedrálist, illetve jó kapcsolatokat ápolt sógornőjével, Szent Gertrúddal, a nivelles-i kolostor főnökasszonyával.
Metzben halt meg és a helyi Szent Arnulf-templomban temették el. Szentté avatása után Nivelles-ben különös népszerűségnek örvendett, elsősorban Gertúdhoz fűződő kapcsolata miatt. Május 8-án tartották az ünnepnapját.

## Családja és leszármazottai
Felesége Childa vagy Hilda, akitől két gyermeke ismert:
- - Aunulf (? - 714. december 16. előtt) csak I. Ottó német-római császár egyik okleveléből ismert, amelyben egy olyan birtok adományozását hagyta jóvá, amely korábban Chlodulf, majd Aunulf tulajdona volt.[6]
  - Martin (? - ?). Létezésére csak egy 9. században készített családfa utal, amely mint Chlodulf fiát és Arnulf unokáját említi,[7] és állítólag megölte Ebroin neustriai majordomust. Egy 653-ra datált birtokadományozási dokumentumban szintén feltűnik a neve,[8] de az oklevél valódisága kétséges.

## Külső hivatkozások
- A Catholic Encyclopedia cikke: St. Arnulf of Metz